# Wysoka (powiat polkowicki)
Wysoka – wieś w Polsce położona w województwie dolnośląskim, w powiecie polkowickim, w gminie Przemków.

## Podział administracyjny
W latach 1975–1998 miejscowość należała administracyjnie do województwa legnickiego.

## Nazwa
W roku 1295 w kronice łacińskiej Liber fundationis episcopatus Vratislaviensis (pol. „Księdze uposażeń biskupstwa wrocławskiego”) miejscowość wymieniona jest w zlatynizowanej formie Wyssoka.

## Zabytki
Do wojewódzkiego rejestru zabytków wpisany jest:
- kościół filialny pw. św. Marcina, z XVII w. Orientowany, jednonawowy, nakryty dachem dwuspadowym[6].